# Stazione di Zagarolo Scalo
La stazione di Zagarolo Scalo era uno dei quattro impianti ferroviari al servizio del comune di Zagarolo, capolinea della breve diramazione Zagarolo Bivio-Zagarolo Scalo della ferrovia Roma-Fiuggi-Alatri-Frosinone alla progressiva chilometrica 31+488.

## Storia
La stazione venne inaugurata contestualmente all'apertura del tronco Roma-Genazzano il 2 giugno 1916 della ferrovia Roma-Fiuggi-Alatri-Frosinone.
La stazione venne chiusa al traffico passeggeri nel 1976, mentre continua, seppure ormai sporadico, il traffico merci dall'adiacente stazione di Zagarolo FS.
Il 26 dicembre 1983 viene temporaneamente sospeso l'esercizio tra San Cesareo e Fiuggi, lasciando in esercizio il solo tratto Zagarolo Scalo-San Cesareo per soli treni merci e cantiere. Il 25 febbraio del 1984 viene sospeso, a causa di alcuni smottamenti, anche l'esercizio fra Pantano e San Cesareo, con conseguente chiusura momentanea, poi tramutatasi in definitiva, di quello che restava della diramazione per la stazione.

## Strutture e impianti

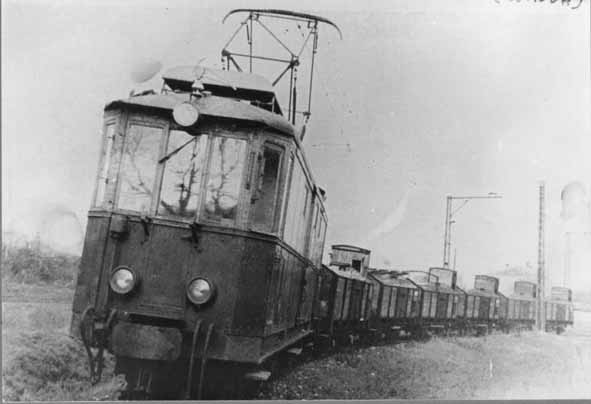
Treno merci sull'anello di inversione

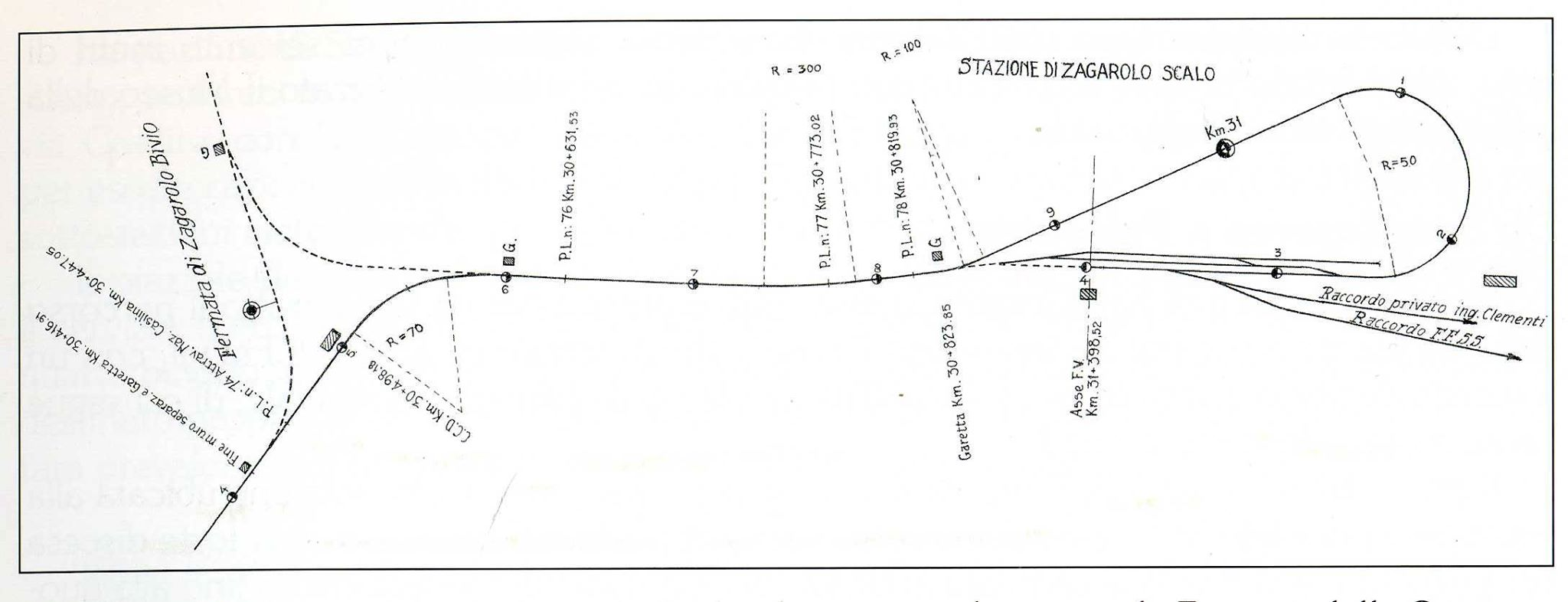
Planimetria della stazione di Zagarolo Scalo dal piazzale di stazione fino al bivio comprendente anche Zagarolo Bivio

La stazione, posta di fronte alla stazione di Zagarolo delle Ferrovie dello Stato, disponeva di un fabbricato viaggiatori e di 2 binari serviti da banchina, uno di corretto tracciato e uno deviato che si reimmetteva nel primo che a sua volta terminava nello scalo della stazione FS.
Nello scalo era anche presente un anello di inversione che correva adiacente alla strada provinciale 56/b1 via Valle di Casa Romana.
Al 2014 dell'impianto rimane solo il fabbricato passeggeri, inutilizzato, e l'ex piazzale è stato trasformato in un parcheggio.
Ai primi anni 2000 rimaneva anche il tronchino di raccordo con lo scalo merci FS che terminava presso la fine dell'area e che poi, in seguito, venne smantellato.

## Movimento

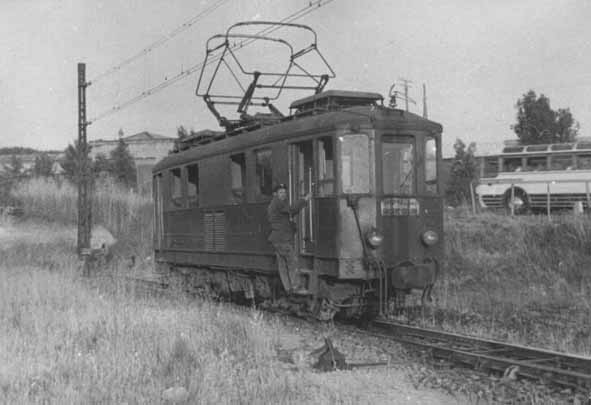
Motrice in sosta sul tronchino terminale dello scalo

La stazione era interessata dal traffico generato, oltre che dalla diramazione Zagarolo Bivio-Zagarolo Scalo, anche dalla ferrovia Roma-Napoli via Cassino, essendo la stazione FS situata di fronte all'impianto. La stazione era interessata anche dal traffico merci, pressoché unica sua ragione d'essere, proveniente in maggioranza dallo scalo delle Ferrovie dello Stato Italiane.

## Servizi
La stazione disponeva di:
- Biglietteria a sportello
- Sala d'attesa
- Servizi igienici

## Interscambi
La stazione permetteva i seguenti interscambi:
- Stazione ferroviaria (Zagarolo)